# Intendance du Hainaut
De Intendance du Hainaut, ook genaamd département de Maubeuge, was een Frans district gevormd uit het op de Spaanse Nederlanden veroverde deel van het graafschap Henegouwen. Deze bestuurlijke eenheid, die in een fluctuerend territorium bestond van 1659 tot 1789, was een van de kleinste van het Franse koninkrijk. De hoofdplaats was achtereenvolgens Le Quesnoy (1659-1678), Maubeuge (1678-1720) en Valenciennes (1720-1789). Ook de term Généralité du Hainaut of de Valenciennes werd gebruikt voor deze bestuurseenheid, hoewel de grenzen van de (bestuurlijke) intendance in dit geval niet samenvielen met die van de (fiscale) généralité (een Bureau des Finances werd pas in 1691 gecreëerd in Rijsel, dat ook Hainaut bestreek).

## Geschiedenis
De noordelijke expansieoorlogen van de Zonnekoning leidden in 1659 tot nieuwe veroveringen, die nog hetzelfde jaar in het Verdrag van de Pyreneeën werden erkend: naast kleine stukjes Henegouwen (de steden Le Quesnoy, Avesnes-sur-Helpe en Landrecies) en versterkte enclaves verderop (Philippeville, Mariembourg, Charlemont) was vooral Artois buitgemaakt. Uit dit heterocliete geheel werd de kleinste intendance van het land gevormd, met Jean Talon als eerste intendant du Quesnoy et de l'Artois. Artois werd al snel naar de généralité van Amiens overgeheveld, waarna de naam Hainaut in zwang kwam voor het resterende geheel.
In 1668 werden het vers bezette Aat, Binche en Charleroi toegevoegd, maar die gingen na tien jaar weer verloren, waar tegenover stond dat Maubeuge en Bavay erbij kwamen. Maubeuge werd onmiddellijk de nieuwe hoofdplaats en zou dat blijven tot 1720. Aan de vooravond van de Vrede van Rijswijk (1698) reikte Hainaut tot Bergen, Dinant en opnieuw Charleroi, zij het niet voor lang.
In een volgend stadium kreeg Frans Henegouwen gebied toegewezen ten koste van de Intendance de Flandre: in 1715 kwam Valenciennes erbij (weldra hoofdplaats), in 1730 Condé-sur-l'Escaut en Bouchain, in 1754 de Cambrésis, Saint-Amand-les-Eaux en Mortagne. Dan volgde een periode van stabiliteit tot de afschaffing van de provincies en de hertekening van de administratieve kaart tijdens de Franse Revolutie.

## Intendanten
- 1659-1665: Jean Talon
- 1665-1667: Jacques Camus des Touches
- 1668-1670:	Étienne Carlier
- 1670-1678: Louis Damoresan
- 1678-1688:	Joachim Faultrier
- 1688-1698:	Daniel-François Voysin de La Noiraye
- 1698-1705:	Charles-Étienne Maignart de Bernières
- 1705-1708:	Nicolas-Étienne Roujault
- 1708-1720:	Jean-Charles Doujat
- 1720-1724:	René Louis de Voyer de Paulmy d'Argenson
- 1724-1727:	Félix Aubery de Vastan
- 1727-1743:	Jean Moreau de Séchelles
- 1743-1745:	Jean-Baptiste de Machault d'Arnouville
- 1745-1753:	Jacques Pineau
- 1753-1755:	François-Marie Peirenc de Moras
- 1765-1775:	Louis Gabriel Taboureau des Réaux
- 1775-1790:	Gabriel Sénac de Meilhan

## Voetnoten
1. ↑  Philippe Rosset, Les officiers du bureau des finances de Lille (1691-1790), 1991, p. 10. Gearchiveerd op 8 augustus 2023.